# Liste des moulins à eau des Hautes-Pyrénées
Cet article répertorie les moulins à eau existants dans le département français des Hautes-Pyrénées .

## Définition
De la montagne à la plaine, l'eau est partout présente dans les Hautes-Pyrénées. Depuis des siècles, sa force motrice a été utilisée par les habitants.
  
Plusieurs dizaines de moulins ont été édifiés au fil des torrents et rivières : moulins à seigle, à maïs, à blé ou à noix, dotés d'une ou de plusieurs meules, individuels ou collectifs, leur diversité n'a d'égale que leur abandon progressif au cours du temps.

## Liste
| A - B - C - E - F - G - I - J - L - M - N - O - P - S - T - V |

| Nom de commune               | Nom du moulin                          | Coordonnées                 | Ruisseau                                  | Photo 1 | Photo 2 |
| ---------------------------- | -------------------------------------- | --------------------------- | ----------------------------------------- | ------- | ------- |
| A                            |                                        |                             |                                           |         |         |
| Adé                          | Moulin d'Adé                           | 43° 08′ 04″ N, 0° 01′ 47″ O | Ruisseau de la Mate                       |         |         |
| Les Angles                   | La Môle du Castet                      | 43° 04′ 56″ N, 0° 00′ 25″ E | L'Échez                                   |         |         |
| Aragnouet                    | Moulin du Moudang                      | 42° 47′ 12″ N, 0° 14′ 51″ E | Neste du Moudang                          |         |         |
| Arcizans-Dessus              | Moulins d'Arcizans-Dessus              | 42° 58′ 54″ N, 0° 09′ 41″ O | Ruisseau d'Anisaous                       |         |         |
| Argelès-Bagnères – Castillon | Moulin d'Argelès-Bagnères et Castillon | 43° 05′ 43″ N, 0° 12′ 28″ E | Le Luz                                    |         |         |
| Artalens-Souin               | Moulin d'Artalens                      | 42° 58′ 40″ N, 0° 02′ 36″ O | Ruisseau d'Estibos                        |         |         |
| Aurensan                     | Moulin d'Aurensan                      | 43° 18′ 14″ N, 0° 05′ 14″ E | L' Adour                                  |         |         |
| Azereix                      | Moulin d'Azereix                       | 43° 12′ 40″ N, 0° 00′ 50″ O | Le Mardaing                               |         |         |
| B                            |                                        |                             |                                           |         |         |
| Bazillac                     | Moulin de Bazillac                     | 43° 20′ 56″ N, 0° 05′ 52″ E | L'Adour                                   |         |         |
| Beaucens                     | Moulin de Beaucens                     | 42° 58′ 24″ N, 0° 03′ 31″ O | Ruisseau des Bariquères                   |         |         |
| Bun                          | Moulin de Bun                          | 42° 57′ 40″ N, 0° 09′ 33″ O | Gave de Labat de Bun                      |         |         |
| Benqué-Molère                | Moulin de Benqué                       | 43° 06′ 09″ N, 0° 16′ 24″ E | L'Arros                                   |         |         |
| C                            |                                        |                             |                                           |         |         |
| Caixon                       | Moulin de Caixon                       | 43° 24′ 36″ N, 0° 01′ 22″ E | Canal du Moulin issue du Canal de Luzerte |         |         |
| Camalès                      | Moulin de Camalès                      | 43° 21′ 34″ N, 0° 04′ 35″ E | Canal du Moulin                           |         |         |
| Campan                       | Moulin de Mendagne                     | 42° 58′ 21″ N, 0° 14′ 02″ E | Adour de Gripp                            |         |         |
| Cheust                       | Moulin de Cheust                       | 43° 03′ 01″ N, 0° 00′ 59″ E | Le Louey                                  |         |         |
| Castelnau-Rivière-Basse      | Moulin de Montus                       |                             | Louet                                     |         |         |
| Créchets                     | Moulin de Créchets                     | 42° 59′ 57″ N, 0° 34′ 41″ E | L'Ourse                                   |         |         |
| E                            |                                        |                             |                                           |         |         |
| Esparros                     | Moulin de la Ribère                    | 43° 01′ 53″ N, 0° 18′ 46″ E | L'Ayguette                                |         |         |
| Estaing                      | Moulin d'Estaing                       | 42° 56′ 29″ N, 0° 10′ 39″ O | Gave de Labat de Bun                      |         |         |
| F                            |                                        |                             |                                           |         |         |
| Ferrières                    | Moulin de Ferrières                    | 43° 01′ 32″ N, 0° 15′ 22″ O | L'Ouzom                                   |         |         |
| G                            |                                        |                             |                                           |         |         |
| Gavarnie-Gèdre               | Moulins de Gèdre Dessus                | 42° 47′ 03″ N, 0° 01′ 54″ E | Ruisseau de Campbieil                     |         |         |
| Gayan                        | Moulin de Gayan                        | 43° 18′ 33″ N, 0° 02′ 32″ E | L'Échez                                   |         |         |
| Générest                     | Moulin de Générest                     | 43° 01′ 59″ N, 0° 31′ 24″ E | Ruisseau de Larise                        |         |         |
| Germs-sur-l'Oussouet         | Moulin de Germs-sur-l'Oussouet         | 43° 03′ 23″ N, 0° 04′ 24″ E | L'Oussouet                                |         |         |
| Goudon                       | Moulin de Goudon                       | 43° 14′ 36″ N, 0° 13′ 46″ E | L'Arros                                   |         |         |
| Guchan                       | Moulin de Guchan                       | 42° 50′ 58″ N, 0° 20′ 42″ E | Canal                                     |         |         |
| I                            |                                        |                             |                                           |         |         |
| Ibos                         | Moulin d'Ibos                          | 43° 13′ 56″ N, 0° 00′ 02″ O | Le Mardaing                               |         |         |
| Ilhet                        | Moulin d'Ilhet                         | 42° 57′ 51″ N, 0° 22′ 52″ E | Ruisseau de Baricave                      |         |         |
| J                            |                                        |                             |                                           |         |         |
| Jarret                       | Moulin d'Ayné                          | 43° 04′ 31″ N, 0° 00′ 34″ O | Ruisseau d'Ayné                           |         |         |
| Jézeau                       | Moulin de Jézeau                       | 42° 53′ 52″ N, 0° 23′ 01″ E | Ruisseau de Lastie                        |         |         |
| L                            |                                        |                             |                                           |         |         |
| Labatut-Rivière              | Moulin du Las                          | 43° 32′ 01″ N, 0° 02′ 37″ E | Canal d'Alaric                            |         |         |
| Lamarque-Rustaing            | Moulin de Lamarque-Rustaing            | 43° 17′ 00″ N, 0° 18′ 30″ E | Canal du Bouès                            |         |         |
| Larreule                     | Moulin de Parrabère                    | 43° 26′ 05″ N, 0° 01′ 21″ E | Le Lis                                    |         |         |
| Loudenvielle                 | Moulin de Saoussas                     | 42° 47′ 14″ N, 0° 24′ 24″ E | La Neste du Louron                        |         |         |
| Lourdes                      | Moulin de Boly                         | 43° 05′ 54″ N, 0° 02′ 57″ O | Le ruisseau du Lapacca                    |         |         |
| M                            |                                        |                             |                                           |         |         |
| Mauvezin                     | Moulin de la Ribère                    | 43° 07′ 13″ N, 0° 15′ 26″ E | L'Arros                                   |         |         |
| Mazères-de-Neste             | Moulin Saint-Paul                      | 43° 04′ 07″ N, 0° 32′ 43″ E | La Neste                                  |         |         |
| Mont                         | Moulin de Mont                         | 42° 48′ 56″ N, 0° 25′ 49″ E | Ruisseau de Poudaque                      |         |         |
| Montégut                     | Moulin de Montégut                     | 43° 02′ 00″ N, 0° 29′ 27″ E | Ruisseau de Nistos                        |         |         |
| Montsérié                    | Moulin de Montsérié                    | 43° 03′ 15″ N, 0° 25′ 46″ E | Ruisseau de Gazave                        |         |         |
| N                            |                                        |                             |                                           |         |         |
| Nistos                       | Moulin de Haut-Nistos (Jouannot)       | 42° 59′ 27″ N, 0° 27′ 34″ E | Ruisseau de Nistos                        |         |         |
| Nistos                       | Moulin de Haut-Nistos (Gerlé)          | 42° 59′ 27″ N, 0° 27′ 34″ E | Ruisseau de Nistos                        |         |         |
| Nouilhan                     | Moulin de Nouilhan                     | 43° 25′ 29″ N, 0° 02′ 15″ E | Canal                                     |         |         |
| O                            |                                        |                             |                                           |         |         |
| Ourdis-Cotdoussan            | Moulin d'Ourdis-Cotdoussan             | 43° 02′ 44″ N, 0° 01′ 26″ E | Le Louey                                  |         |         |
| P                            |                                        |                             |                                           |         |         |
| Préchac                      | Moulin de Préchac                      | 42° 59′ 35″ N, 0° 04′ 16″ O | Ruisseau d'Aygueberden                    |         |         |
| S                            |                                        |                             |                                           |         |         |
| Sailhan                      | Moulin de la Mousquère                 | 42° 49′ 06″ N, 0° 20′ 25″ E | La Mousquère                              |         |         |
| Saint-Lary-Soulan            | Moulin Debat de Saint-Lary             | 42° 49′ 05″ N, 0° 19′ 24″ E | Canal                                     |         |         |
| Saint-Lézer                  | Moulin de Saint-Lézer                  | 43° 22′ 16″ N, 0° 02′ 02″ E | Canal de Luzerte                          |         |         |
| Saint-Savin                  | Moulin des Moines                      | 42° 58′ 55″ N, 0° 04′ 56″ O | Ruisseau du Gabarret                      |         |         |
| Sarlabous                    | Moulin des Baronnies                   | 43° 05′ 10″ N, 0° 16′ 49″ E | L'Arros                                   |         |         |
| Seich                        | Moulin de Lay                          | 43° 01′ 12″ N, 0° 29′ 01″ E | Ruisseau de Nistos                        |         |         |
| Sost                         | Moulin de Sost                         | 42° 55′ 41″ N, 0° 33′ 30″ E | Ruisseau de Coume de Mont Las             |         |         |
| T                            |                                        |                             |                                           |         |         |
| Tilhouse                     | Moulin de Tilhouse                     | 43° 04′ 36″ N, 0° 17′ 22″ E | L’Arros                                   |         |         |
| V                            |                                        |                             |                                           |         |         |
| Villelongue                  | Moulin d'Isaby                         | 42° 57′ 22″ N, 0° 03′ 28″ O | Ruisseau d'Isaby                          |         |         |

## Répartition géographique
| \| Tarbes Lourdes Bagnères-de-Bigorre Lannemezan \| Répartition géographique des moulins à eau |
| Tarbes Lourdes Bagnères-de-Bigorre Lannemezan                                                  |